# Societas Liturgica
La Societas Liturgica est une société savante internationale qui a pour objet l'étude de la liturgie et du culte chrétiens dans une perspective œcuménique. Elle compte environ 300 membres, chercheurs, universitaires ou ecclésiastiques.

## Présentation
La Societas Liturgica a vu le jour à l'initiative de Wiebe Vos, un pasteur de l'Église réformée néerlandaise. En 1962, Vos a fondé la revue scientifique Studia Liturgica, vouée à la recherche et au renouvellement liturgiques. Les Studia Liturgica paraissent chaque trimestre en trois langues (français, anglais, allemand). 
En 1965, Wiebe Vos réunit une conférence de vingt-cinq liturgistes d'Europe et d'Amérique du Nord à Neuchâtel, en Suisse, et la Societas Liturgica est fondée en 1967. C'est à cette date que se tient à Driebergen, aux Pays-Bas, son premier congrès, consacré à la constitution du concile Vatican II sur la liturgie, Sacrosanctum Concilium. Depuis lors, la société organise un congrès bisannuel dans différents pays.
À travers sa revue et ses congrès, la société s'attache à promouvoir l'œcuménisme sous l'angle des liturgies des diverses confessions chrétiennes, la liturgie étant abordée comme un lieu de la confession de foi et un chemin vers l'unité chrétienne.
Les présidents de la Societas Liturgica sont élus pour un mandat de deux ans.

## Présidents
| Dates     | Nom                           | Nationalité            | Dénomination               |
| --------- | ----------------------------- | ---------------------- | -------------------------- |
| 1967-69   | Placid Murray                 | Irlande                | Catholique                 |
| 1969-71   | Ronald Jasper                 | Royaume-Uni            | Anglican                   |
| 1971-73   | Pierre-Marie Gy               | France                 | Catholique                 |
| 1973-75   | Jean-Jacques von Allmen       | Suisse                 | Réformé                    |
| 1975-77   | Balthasar Fischer             | Allemagne              | Catholique                 |
| 1977-79   | Thomas Talley                 | États-Unis             | Anglican                   |
| 1979-81   | Frederick R. McManus          | États-Unis             | Catholique                 |
| 1981-83   | Hans-Christoph Schmidt-Lauber | Autriche               | Luthérien                  |
| 1983-85   | Geoffrey Wainright            | États-Unis/Royaume-Uni | Méthodiste                 |
| 1985-87   | Robert F. Taft                | États-Unis             | Catholique (rite oriental) |
| 1987-89   | Donald Gray                   | Royaume-Uni            | Anglican                   |
| 1989-91   | Paul De Clerck                | Belgique               | Catholique                 |
| 1991-93   | Bruno Bürki                   | Suisse                 | Réformé                    |
| 1993-95   | Paul F. Bradshaw              | Royaume-Uni/États-Unis | Anglican                   |
| 1995-97   | Irmgard Pahl                  | Allemagne              | Catholique                 |
| 1997-99   | Jacob Vellian                 | Inde                   | Catholique (syro-malabar)  |
| 1999-2001 | John Baldovin                 | États-Unis             | Catholique                 |
| 2001-03   | Yngvill Martola               | Finlande               | Luthérien                  |
| 2003-05   | Ottfried Jordahn              | Allemagne              | Luthérien                  |
| 2005-07   | David Holeton                 | Tchéquie               | Anglican                   |
| 2007-09   | James Puglisi                 | États-Unis             | Catholique                 |
| 2009-11   | Karen B. Westerfield Tucker   | États-Unis             | Méthodiste                 |
| 2011-13   | Gordon Lathrop                | États-Unis             | Luthérien                  |
| 2013-15   | Lizette Larson-Miller         | États-Unis             | Anglicane                  |
| 2015-17   | Martin Stuflessor             | Allemagne              | Catholique                 |
| 2017-19   | Joris Geldorf                 | Belgique               | Catholique                 |
| 2019-21   | Bridget Nichols               | Irlande                | Anglicane                  |
| 2021-23   | E. Byron (Ron) Anderson       | États-Unis             | Méthodiste                 |
| 2023-25   | Gilles Drouin                 | France                 | Catholique                 |